# ドミニック・バーロー
ドミニック・バーロー（Dominick Barlow, 2003年5月26日 - ）は、アメリカ合衆国・ペンシルベニア州フィラデルフィア出身のプロバスケットボール選手。NBAのアトランタ・ホークスに所属している。ポジションはパワーフォワード。

## 経歴

### 学生
ペンシルベニア州フィラデルフィアのセントジョセフ・プレップスクールでプレーし、ジュニアシーズンには主力選手として、平均23.3得点、12.6リバウンドを記録した。シニアシーズンはCOVID-19流行に伴い8試合のみの出場に留まったが、平均27.6得点、17リバウンド、3.1アシスト、2.6ブロックを記録しノースジャージーのプレーヤーオブ・ザ・イヤーに選ばれた。
ナイキ・エリートユース・バスケットボール・リーグに参加し準決勝まで進んだ。
カレッジのリクルート評価で四つ星を獲得し、プロに進む前に、メイン州ブリッジトンのブリッジトン・アカデミーでプレーした。

### プロ
2021年9月2日、オーバータイム・エリート(OTE)と契約し、チーム・オーバータイムに所属し、平均14.8得点、5.9リバウンドを記録した。

### NBA

#### サンアントニオ・スパーズ
2022年のNBAドラフトでドラフト外となった後、2022年7月11日、サンアントニオ・スパーズと双方向契約を結び、NBAのロスターに加わった初のオーバータイムエリートの選手となった。
スパーズの2022年NBAサマーリーグの名簿に加わり、2022年7月8日にサマーリーグデビューを果たし、90対99で敗れたクリーブランド・キャバリアーズ戦で9得点7リバウンドを記録した。 2022年11月2日、トロント・ラプターズ戦で143対100の大敗を喫した中、2得点3アシストを記録し、スパーズで正式なNBAデビューを果たした。 2023年1月28日、NBA Gリーグのリオグランデバレー・バイパーズ戦で126-110で敗れた試合で、バーロウはオースティンのキャリアハイとなるダブルダブルの32得点、10リバウンド、3ブロックを記録して試合を終えた。2023年4月2日、バーロウは延長戦142-134で勝利したサクラメント・キングス戦で12得点、10リバウンド、シーズン最高の5アシストを記録し、NBA初のダブルダブルを記録した。わずか1週間後のバーロウのルーキーシーズン最終戦では、ダラス・マーベリックスに138-117で勝利し、キャリアハイとなる21得点、19リバウンドを記録した。
2023年7月27日、サンアントニオ・スパーズとツーウェイ契約を結び、翌年3月2日に本契約を結んだ。

#### アトランタ・ホークス
2024年7月30日にアトランタ・ホークスとツーウェイ契約を結んだ。
2025年3月4日にホークスとの2年契約を結んだ。

## 個人成績

### NBA

#### レギュラーシーズン
| シーズン | チーム | GP | GS | MPG  | FG%  | 3P%  | FT%  | RPG | APG | SPG | BPG | PPG |
| -------- | ------ | -- | -- | ---- | ---- | ---- | ---- | --- | --- | --- | --- | --- |
| 2022–23  | SAS    | 28 | 0  | 14.6 | .535 | .000 | .720 | 3.6 | .9  | .4  | .7  | 3.9 |
| 2023–24  | SAS    | 33 | 1  | 12.7 | .496 | .333 | .690 | 3.4 | 1.1 | .4  | .4  | 4.4 |
| 2024–25  | ATL    | 35 | 4  | 10.7 | .531 | .259 | .636 | 2.4 | .5  | .3  | .5  | 4.2 |
| 通算     | 通算   | 96 | 5  | 12.5 | .519 | .250 | .680 | 3.1 | .8  | .3  | .5  | 4.2 |